# Albert Kusnets

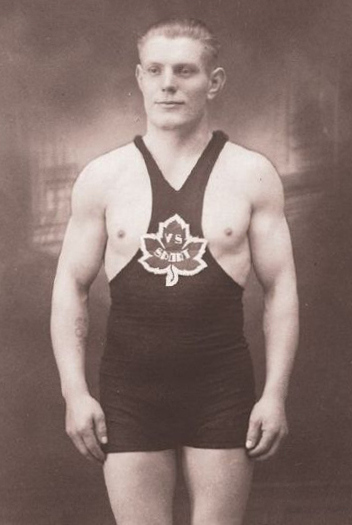
Albert Kusnets

Albert Kusnets (* 1902 in Tallinn; † 1942 in Werchnjaja Toima, Oblast Archangelsk) war ein estnischer Ringer.
Kusnets nahm an zwei Olympischen Sommerspielen teil und wurde 1927 und 1931 Vizeeuropameister.

## Erfolge
- 1924, 4. Platz, OS in Paris, GR, Lg, hinter Oskar Friman, Finnland, Lajos Keresztes, Ungarn und Kalle Vesterlund, Finnland
- 1927, 2. Platz, EM in Budapest, GR, Mg, hinter László Papp, Ungarn
- 1928, 3. Platz, OS in Amsterdam, GR, Mg, hinter Väinö Kokkinen, Finnland und László Papp
- 1931, 2. Platz, EM in Prag, GR, Wg, hinter Mikko Nordling, Finnland und vor Gunnar Glans, Schweden
- 1933, 3. Platz, EM in Helsinki, GR, Wg, hinter Mikko Nordling und Gunnar Glans